# Raids de janvier 2005 au Daghestan
 (novembre 2023).
La mise en forme du texte ne suit pas les recommandations de Wikipédia : il faut le « wikifier ».
Les points d'amélioration suivants sont les cas les plus fréquents. Le détail des points à revoir est peut-être précisé sur la page de discussion.
- Les titres sont pré-formatés par le logiciel. Ils ne sont ni en capitales, ni en gras.
- Le texte ne doit pas être écrit en capitales (les noms de famille non plus), ni en gras, ni en italique, ni en « petit »…
- Le gras n'est utilisé que pour surligner le titre de l'article dans l'introduction, une seule fois.
- L'italique est rarement utilisé : mots en langue étrangère, titres d'œuvres, noms de bateaux, etc.
- Les citations ne sont pas en italique mais en corps de texte normal. Elles sont entourées par des guillemets français : « et ».
- Les listes à puces sont à éviter, des paragraphes rédigés étant largement préférés. Les tableaux sont à réserver à la présentation de données structurées (résultats, etc.).
- Les appels de note de bas de page (petits chiffres en exposant, introduits par l'outil «  Source ») sont à placer entre la fin de phrase et le point final[comme ça].
- Les liens internes (vers d'autres articles de Wikipédia) sont à choisir avec parcimonie. Créez des liens vers des articles approfondissant le sujet. Les termes génériques sans rapport avec le sujet sont à éviter, ainsi que les répétitions de liens vers un même terme.
- Les liens externes sont à placer uniquement dans une section « Liens externes », à la fin de l'article. Ces liens sont à choisir avec parcimonie suivant les règles définies. Si un lien sert de source à l'article, son insertion dans le texte est à faire par les notes de bas de page.
- La présentation des références doit suivre les conventions bibliographiques. Il est recommandé d'utiliser les modèles {{Ouvrage}}, {{Chapitre}}, {{Article}}, {{Lien web}} et/ou {{Bibliographie}}. Le mode d'édition visuel peut mettre en forme automatiquement les références.
- Insérer une infobox (cadre d'informations à droite) n'est pas obligatoire pour parachever la mise en page.

Pour une aide détaillée, merci de consulter Aide:Wikification.
Si vous pensez que ces points ont été résolus, vous pouvez retirer ce bandeau et améliorer la mise en forme d'un autre article.
Les raids du 15 janvier 2005 sont deux raids des forces de sécurité russes contre les caches d'un groupe islamiste militant au Daghestan. Au moins quatre commandos russes et six rebelles sont morts dans les affrontements, tandis qu'un a été capturé. Le groupe, appelé Sharia Jamaat, avait déjà tué 29 membres du département du Daghestan pour leur lutte contre l'extrémisme et le terrorisme criminel, dont son chef Akhberdilav Akilov.

## Sièges

### Makhatchkala
Lors du premier incident, les forces gouvernementales ont encerclé un groupe de cinq combattants rebelles dans une maison à deux étages à la périphérie de Makhatchkala, capitale du Daghestan. Pendant 17 heures, les rebelles ont combattu les forces spéciales russes appuyées par des véhicules blindés et un hélicoptère, tuant l'un des commandos d'élite du groupe Alpha et en blessant un autre. Finalement, un char appartenant aux Marines russes a détruit les restes de la maison incendiée et éventrée. Les autorités ont affirmé que parmi les cinq corps retrouvés dans les ruines se trouvait le leader de Jennet, Rasul Makasharipov, mais cela s'est avéré inexact lorsque Makasharipov a refait surface quatre jours plus tard.

### Kaspiisk
Lors d'un autre affrontement ce jour-là, une force spéciale de la police a pris d'assaut une autre maison dans le port de Kaspiysk, au Daghestan, pour arrêter un autre groupe de militants. Trois officiers du SOBR ont été tués dans cette tentative, dont le commandant du groupe , le colonel Arzulum Ilyasov. Un rebelle a été tué (le commandant Magomedzagir Akayev, 50 ans) et un autre blessé et capturé, tandis que le troisième s'est échappé (selon certaines informations, deux ont été capturés).